# Hermann Kahmann
Gottfried Hermann Kahmann (né le 29 novembre 1881 à Schlanstedt, mort le 28 janvier 1943 à Dresde) est un homme politique allemand.

## Biographie
Kahmann suit de 1896 à 1900 une formation de mécanicien à Welbsleben puis Berlin.
Il s'inscrit en 1900 à la Fédération allemande des travailleurs de la métallurgie, il œuvre jusqu'en 1905 comme un membre de l'« agitation ». En 1907, il est secrétaire de section du SPD et membre du conseil municipal de Potschappel de 1912 à 1917. Pendant la révolution allemande de 1918-1919, Kahmann est membre du Comité exécutif du conseil d'ouvriers et de soldats de Dresde et délégué au Congrès des conseils du Reich (de). Lors des élections législatives allemandes de 1919, Kahmann devient élu SPD de l'Assemblée nationale de Weimar. Il est membre de 1920 à 1924 du Reichstag pour la circonscription de Dresden-Bautzen, secrétaire du groupe parlementaire de 1922 à 1924 puis en 1928 Amtshauptmann de Zittau.